# Veliki Koren
Veliki Koren je naselje v Občini Krško brez stalnih prebivalcev.